# Штыков, Николай Григорьевич
Николай Григорьевич Штыков (24 ноября 1915, Карабаново, Владимирская губерния — 22 ноября 1985) — советский военный деятель, генерал-майор, депутат Верховного Совета УССР 6-го созыва (1965—1967).

## Биография

### Ранние годы
В Красной Армии с декабря 1933 года. Окончил Тамбовское пехотное училище. Служил командиром разведывательного взвода, командиром танкового взвода 10-го стрелкового полка 4-й стрелковой дивизии имени Германского пролетариата Белорусского военного округа (город Слуцк, Белорусская ССР).
Член ВКП(б) с 1940 года.
До 1941 года работал преподавателем Тамбовского пехотного училища. В 1942 году окончил Курсы усовершенствования командного состава «Выстрел».

### Военные годы
Участник Великой Отечественной войны с марта 1942 года. В марте — мае 1942 года — начальник штаба 11-го горно-стрелкового полка 77-й горно-стрелковой дивизии 51-й армии Крымского фронта. В мае 1942 года — командир 11-го горно-стрелкового полка 77-й горно-стрелковой дивизии 51-й армии Крымского фронта. В конце мая получил ранение и был эвакуирован в город Ессентуки. После госпиталя служил заместителем командира 173-го армейского запасного полка 6-й армии Воронежского фронта. В августе 1942 — январе 1943 года — начальник оперативного отдела штаба 25-й гвардейской стрелковой дивизии 40-й армии Воронежского фронта. В январе — феврале 1943 года — заместитель командира по строевой части, а в феврале — августе 1943 года — командир 73-го гвардейского стрелкового полка 25-й гвардейской стрелковой дивизии 40-й армии. В августе 1943 года получил тяжелое ранение, лечился в госпиталях. Затем окончил ускоренные курсы Военной академии имени Фрунзе в Москве. С января 1945 года работал в штабе войск 1-го Украинского фронта. 
С марта 1945 года — командир 26-го гвардейского воздушно-десантного полка 9-й гвардейской воздушно-десантной дивизии 5-й гвардейской армии. В боевых действиях полка на территории Саксонии был, в частности, освобождён лагерь военнопленных офицеров войск союзников Oflag IV-B, расположенный в крепости Кёнигштайн.

### После войны
После войны продолжал службу в армии. Окончил Академию Генерального штаба Вооруженных сил СССР имени Ворошилова. Командовал 53-й гвардейской стрелковой дивизией с октября 1953 по май 1958 годов, позже командовал армейским корпусом.
В марте 1963 — июле 1966 года — командующий 38-й общевойсковой армии Прикарпатского военного округа. Затем заведовал специальным факультетом Военной академии имени Фрунзе.

### Воинские звания
- старший лейтенант
- капитан (май 1942 года)
- майор (июль 1942 года)
- подполковник
- полковник
- генерал-майор

## Награды
- орден Красного Знамени (10.01.1945)
- два ордена Отечественной войны 1-й степени (7.06.1945, 6.04.1985)
- орден Красной Звезды (23.04.1943)
- чехословацкий орден Военного креста
- ордена
- медали